# Jumanji: The Next Level
Jumanji: The Next Level (titulada: Jumanji: El siguiente nivel en Hispanoamérica y Jumanji: Siguiente nivel en España) es una película de comedia de aventuras de fantasía estadounidense de 2019 dirigida por Jake Kasdan y coescrita por Kasdan, Jeff Pinkner y Scott Rosenberg. Es una secuela de Jumanji: Welcome to the Jungle, y es la tercera entrega de la franquicia de Jumanji. Está protagonizada por Dwayne Johnson, Jack Black, Kevin Hart, Karen Gillan, Nick Jonas, Alex Wolff, Morgan Turner, Ser'Darius Blain y Madison Iseman repitiendo sus papeles de la película anterior, mientras que Awkwafina, Rory McCann, Danny Glover y Danny DeVito también se unen al elenco. La trama de la película tiene lugar tres años después de los sucesos en la entrega anterior, en el que el mismo grupo de adolescentes, junto con un viejo amigo y dos adiciones involuntarias, quedan atrapados en Jumanji. Ahí, todos se enfrentan a nuevos problemas y desafíos, tanto con los antiguos como con los nuevos avatares, mientras tienen que salvar la tierra de un nuevo villano para escapar y salir de Jumanji.
La fotografía principal se realizó durante 2019, entre el 21 de enero y el 11 de mayo en lugares como Atlanta, Nuevo México, Alberta y Hawái y gran parte del elenco consistió en aquellos de la película anterior repitiendo sus papeles originales para la secuela.
Jumanji: The Next Level fue lanzada teatralmente en los Estados Unidos el 13 de diciembre de 2019, por Sony Pictures Release, bajo su sello Columbia Pictures. La película recibió críticas generalmente positivas de los críticos y recaudó $800 millones en todo el mundo contra un presupuesto de $125 millones, convirtiéndose en la décima película más taquillera de 2019.

## Argumento
En la actualidad, tres años después de su aventura en Jumanji, Spencer Gilpin, Bethany Walker, Anthony "Fridge" Johnson y Martha Kaply llevan vidas diferentes, pero planean un brunch de reunión en Brantford, Nuevo Hampshire, ese año. Spencer, aprensivo por la reunión debido a su vida comparativamente aburrida, contempla regresar a Jumanji donde tenía un propósito, y pasa su primera noche mirando el sistema de videojuegos roto al que se aferró. Al día siguiente, sus amigos visitan su casa, se reúnen con el abuelo de Spencer, Eddie, quien se está recuperando de una cirugía de cadera, y el ex amigo y socio comercial de Eddie, Milo Walker, quien está de visita por una razón desconocida. Al enterarse de que no tienen idea de dónde está Spencer, el grupo busca en la casa y encuentra el juego de Jumanji parcialmente reparado en el sótano. Al darse cuenta de que Spencer regresó al juego, sus amigos deciden seguirlo.
El juego funciona mal cuando se inicia, atrayendo a Fridge, Martha, Eddie y Milo; y dejando a Bethany, obligándola a contactar al exalumno de Jumanji Alex Vreeke para obtener ayuda. Dentro del juego, Martha se encuentra como su avatar Ruby Roundhouse; sin embargo, Fridge se convierte en el avatar de Bethany, el profesor Sheldon Oberon, mientras que Eddie y Milo se convierten en los avatares de Spencer y Fridge, el Dr. Smolder Bravestone y Franklin "Mouse" Finbar, respectivamente. Después de instruir a Eddie y Milo sobre las reglas del juego, el grupo se encuentra con el personaje no jugador Nigel Billingsley, la guía del juego, quien revela que desde su último uso, Jumanji sufre una sequía masiva. Para abandonar el juego, Nigel revela que el grupo debe recuperar el "Corazón del Halcón", un collar mágico robado por el señor de la guerra Jurgen el Brutal, que puede poner fin a la sequía si llega antes de la luz del sol y pronuncian "Jumanji".
Transportado a un desierto llamado Dunes para localizar a Jurgen, y después de escapar por poco de una bandada de avestruces, el grupo se encuentra con Spencer, que opera a la experta ladrona Ming Fleetfoot, un nuevo avatar, que acepta ayudarlos después de culparse a sí mismo por su situación. Mientras intenta escapar de las Dunas, el grupo se enfrenta a nuevos desafíos y problemas, junto con la recolección de un elemento del juego llamado Jumanji Berry, y descubre un charco de agua verde brillante que les permite cambiar de avatares. En el proceso, Eddie discute con Milo, revelando que su amistad terminó cuando Milo vendió un restaurante que tenían a espaldas de Eddie, lo que lo obligó a retirarse. Durante su discusión, Eddie se da cuenta de que Milo tiene una enfermedad terminal y quería hacer las paces antes de morir; los dos reconcilian sus diferencias con Eddie salvando la vida de Milo durante un ataque de Mandrill. Después de que el grupo cruza una serie de puentes de cuerda, se reúnen con Alex, como su avatar Jefferson McDonough, y Bethany, que opera un nuevo avatar llamado Cyclone, un caballo negro que solo Finbar puede entender.
Trabajando juntos, el grupo encuentra un río con la misma agua verde brillante, lo que permite a Spencer, Bethany y Fridge convertirse en sus avatares originales, mientras que Eddie y Milo, respectivamente, terminan como Ming y Cyclone. Poco después de cambiar de personaje, los mercenarios de Jurgen capturan a Eddie y Milo. El grupo se infiltra en la fortaleza de Jurgen por separado para rescatar a los compañeros de equipo y robar el Corazón del Halcón. Cuando la confrontación se convierte en una batalla, Spencer persigue a Jurgen a su aeronave, mientras los demás distraen a sus hombres. Al encontrarse incapaz de superar a Jurgen, Spencer descubre que es débil para Jumanji Berry, incapacitándolo lo suficiente como para enviarlo a su muerte en la neblina invernal. Descubriendo que Cyclone tiene alas retráctiles que le permiten volar, Eddie y Milo trabajan juntos para rescatar a Spencer y llevar el Corazón de Halcón al sol, gritando "Jumanji" y poniendo fin a la sequía.
Devolviendo el collar a Nigel para su custodia, el grupo se sorprende cuando Milo elige quedarse y proteger la tierra. Al regresar al mundo real, Spencer decide enseñarle a su abuelo sobre los videojuegos, mientras que Eddie usa lo que aprendió en el juego para convencer al dueño de su antiguo restaurante (tía Nora de la película de 1995) para que lo contrate como gerente, con su nieto y sus amigos apareciendo para disfrutar de una comida juntos.
En una escena poscréditos, el mecánico de calefacción que contrató la madre de Spencer finalmente aparece, solo para sentirse atraído por el juego, mientras que Spencer y los demás se sorprenden al presenciar una bandada de avestruces corriendo frente al restaurante.

## Reparto
- Dwayne Johnson como Dr. Xander "Smolder" Bravestone: el avatar de Eddie (más tarde Spencer nuevamente) que, a diferencia de antes, tiene una debilidad: no puede escapar de la ira de Jumanji NPC Switchblade sin morir.
  - Johnson también retrata al padre de Bravestone en una escena de flashback en la película, donde Zachary Tzegaegbe retrató a un joven Bravestone mientras que Jennifer Patino retrató a la madre de Bravestone.
- Karen Gillan como Ruby Roundhouse: el avatar de Martha (y temporalmente el de Fridge y luego el avatar de Martha nuevamente) que adquiere una nueva habilidad: el dominio del nunchuck.
- Kevin Hart como Franklin "Mouse" Finbar: el avatar de Milo (más tarde Fridge nuevamente) que desarrolla una nueva habilidad: la lingüística - la capacidad de comunicarse con los animales.
- Jack Black como Profesor Sheldon "Shelly" Oberon: el avatar de Fridge (más tarde Martha temporalmente y luego el avatar de Fridge nuevamente y luego Bethany nuevamente) que desarrolla una nueva habilidad (geometría) y tres nuevas debilidades (calor, sol y arena; simplemente por efecto cómico ya que el primer nivel está en un desierto).
- Nick Jonas como Jefferson "Hidroavión" McDonough: el avatar de Alex que es piloto de aviación.
- Awkwafina como Ming Fleetfoot: el nuevo avatar de Spencer (más tarde Eddie's), cuyo historial de personaje es una ladrona con habilidades en robos, robo de bolsillos y cerraduras, y que tiene debilidad por el polen.
- Danny DeVito como Edward "Eddie" Gilpin: el abuelo de Spencer. Está retirado, luego de la venta de un restaurante que poseía en Brantford, con poca comprensión de los videojuegos.
- Danny Glover como Milo Walker: el copropietario amigo y comensal de Eddie, antes de que su venta terminara su amistad. Los personajes Milo Walker y Bethany Walker no están relacionados.
- Alex Wolff como Spencer Gilpin.
- Morgan Turner como Martha Kaply.
- Ser'Darius Blain como Anthony "Fridge" Johnson.
- Madison Iseman como Bethany Walker.
- Colin Hanks como Alex Vreeke.
- Rory McCann como Jurgen the Brutal: un nuevo antagonista de Jumanji, cuya historia de fondo lo presenta como un señor de la guerra arrogante, responsable del asesinato de los padres de Bravestone hace años. Al igual que los avatares del juego, tiene una lista de fortalezas y debilidades. Su debilidad es que si está muy cerca de una Jumanji Berry se debilita, quedando vulnerable a los ataques.
- Rhys Darby como Nigel Billingsley.
- Bebe Neuwirth como Nora Shepherd.[2]

Además, la película también eligió a varios actores para papeles secundarios, que incluyeron a Dania Ramirez como "Jumanji" NPC Flame, Massi Furlan como "Jumanji" NPC Switchblade,  Zachary Tzegaegbe como un joven Smolder Bravestone, Jennifer Patino como la madre de Bravestone, John Ross Bowie como esbirro de Jurgen y Lamorne Morris como reparador de calentadores. Lucy DeVito fue elegida para la película para un papel no revelado, mientras que Marin Hinkle regresó junto a los miembros del reparto de  Welcome to the Jungle  para repetir su papel de la Sra. Gilpin. Ashley Scott originalmente tenía la intención de aparecer como ella misma, pero sus escenas se eliminaron más tarde de la edición final.

## Producción

### Desarrollo
Después del lanzamiento de la película anterior  Jumanji: Welcome to the Jungle , Dwayne Johnson, Jack Black y Nick Jonas habían discutido en entrevistas sobre la posibilidad de una secuela de Jumanji, incluida la posibilidad de que la película explore los orígenes del juego titular. Karen Gillan también había dicho que el final alternativo para Welcome to the Jungle habría dejado la puerta abierta para otra película. En febrero de 2018, se anunció que Kasdan dirigiría la secuela, con Rosenberg y Pinkner nuevamente escribiendo el guion y Johnson, Hart, Black y Gillan repitiendo sus roles.
El 22 de febrero de 2019, Black confirmó que la nueva película era la cuarta película de Jumanji  debido a  Zathura: A Space Adventure  (2005), sirviendo como la segunda película y compartiendo continuidad con otras películas de la serie, con "Jumanji: Welcome to the Jungle" como la tercera película. En julio de 2019, el título de la película se reveló como "Jumanji: The Next Level".

### Casting
En enero de 2019, Awkwafina, Danny DeVito y Danny Glover se unieron a la película. En febrero de 2019, Alex Wolff, Ser'Darius Blain, Madison Iseman, Morgan Turner y Nick Jonas fueron anunciados para repetir sus papeles. En marzo de 2019, Dania Ramirez se unió al elenco de la película. Eso mismo mes, se anunció que Rhys Darby retomaría su papel en la película. En mayo de 2019, se anunció que Colin Hanks repetiría su papel.

### Filmación
La filmación comenzó el 21 de enero de 2019 y tuvo lugar en Atlanta, Nuevo México, Calgary, Fortress Mountain Resort, Imperial Dunes y Hawái antes de finalizar el 11 de mayo. Johnson reportó $23.5 millones por su papel.

## Música
Henry Jackman compuso la partitura de la película después de haber trabajado en "Welcome to the Jungle".

## Lanzamiento
En los Estados Unidos y Canadá, la película se estrenó el 13 de diciembre de 2019. La película se estrenó el 5 de diciembre de 2019 en China, Singapur, Malasia y varios otros países asiáticos (y también en Chequia).  En los países nórdicos y los Países Bajos, la película se estrenó en los cines el 6 de diciembre de 2019. La fecha de lanzamiento de la película en Australia fue el 26 de diciembre de 2019.
El primer avance se lanzó el 1 de julio de 2019. El segundo y último tráiler se lanzó el 31 de octubre de 2019.

## Versión casera
La película fue lanzada en formato digital por Sony Pictures Home Entertainment el 3 de marzo de 2020, y fue lanzada en 4K Ultra HD, Blu-ray y DVD el 17 de marzo de 2020.

## Recepción

### Taquilla
Jumanji: The Next Level recaudó $316.8 millones en los Estados Unidos y Canadá, y $479.7 millones en otros territorios, para un total mundial de $800.5 millones, contra un presupuesto de producción de aproximadamente $125 millones. Deadline Hollywood calculó que la ganancia neta de la película fue de $236 millones, al factorizar todos los gastos e ingresos.
En los Estados Unidos y Canadá, la película se estrenó junto a Black Christmas y Richard Jewell, y se proyectaba que recaudaría entre 45 y 55 millones de dólares de 4227 salas en su primer fin de semana. La película ganó $19.7 millones en su primer día, incluidos $4.7 millones de los avances de la noche del jueves. Luego debutó con $59.3 millones, superando la taquilla. Ganó $26.5 millones en su segundo fin de semana, terminando segundo detrás de Star Wars: Episodio IX - El ascenso de Skywalker. El siguiente fin de semana la película ganó $35.3 millones (un total de $59.2 millones durante el marco navideño de cinco días), luego $26.5 millones el siguiente, quedando en segundo lugar detrás de The Rise of Skywalker en ambas ocasiones. Después de que la pandemia de COVID-19 cerró la mayoría de los cines en todo el país en marzo, la película continuó reproduciéndose en los autocines en las siguientes semanas; ganó $217,800 en su 24° fin de semana y $186,800 en su 25° fin de semana.

### Respuesta crítica
El agregador de reseñas Rotten Tomatoes informó una calificación de aprobación del 71% basada en 233 revisiones con una calificación promedio de 6.04/10. El consenso de críticos del sitio web dice: "Al igual que muchos juegos clásicos, Jumanji: The Next Level conserva los componentes centrales de lo que vino antes, mientras agrega suficientes partes nuevas para mantener las cosas jugables". Metacritic, otro agregador de reseñas, asignó a la película un promedio ponderado puntaje de 58 de 100 basado en 37 críticas, que indican "revisiones mixtas o promedio". El público encuestado por CinemaScore le dio a la película una calificación promedio de "A–" en una escala de A+ a F, mientras que aquellos en PostTrak le dieron un promedio de 3.5 de 5 estrellas, con un 58% diciendo que definitivamente lo recomendarían.

## Secuela
Dwayne Johnson reveló en una entrevista en diciembre de 2019 que otro personaje en el mundo de Jumanji es un avatar real, el villano Jurgen el Brutal, y que sería explorado en una posible secuela. En marzo de 2020, el escritor/director Jake Kasdan confirmó los primeros desarrollos para una película de seguimiento. Confirmó los planes para mantener el elenco central de las dos películas anteriores. Al mes siguiente, el cineasta declaró que la historia para la próxima entrega está en desarrollo.